# Branislav Blažić
Branislav Blažić (Kikinda, 1 de abril de 1957-Belgrado 1 de abril de 2020) fue un cirujano y político serbio.
Sirvió varios términos en las asambleas de FR Yugoslavia, Serbia y Voivodina, y fue ministro de Protección del Medio Ambiente en el Gobierno de Serbia de 1998 a 2000. Anteriormente una figura prominente en el Partido Radical Serbio de extrema derecha, fue miembro del Partido Progresista Serbio desde su formación en 2008. El 6 de octubre de 2017 sería posteriormente nombrado secretario de estado en el Ministerio de Protección del Medio Ambiente de Serbia.
Murió en Belgrado debido a una infección por COVID-19 el 1 de abril de 2020 el mismo día que cumplió 63 años de edad.

## Primeros años y carrera privada
Blažić nació en Kikinda, Vojvodina, en lo que entonces era la República Popular de Serbia en la República Popular Federal de Yugoslavia. Se graduó de la Facultad de Medicina de la Universidad de Belgrado y se especializó en cirugía general.

## Carrera política

### Parlamentario yugoslavo
Fue elegido a la Asamblea de la Cámara de Ciudadanos de la República Federativa de Yugoslavia en las elecciones federales de mayo de 1992, ganando un escaño de circunscripción uninominal en Kikinda. Fue reelegido para un segundo mandato en las elecciones de diciembre de 1992 a enero de 1993 y para un tercer mandato en las elecciones de 1996, ambos bajo un sistema de representación proporcional. Fue diputado opositor en el parlamento hasta su nombramiento para el gabinete. Fue identificado en un informe de noticias de julio de 1999 como miembro de la presidencia del Partido Radical.

### Ministro del gabinete en el gobierno de Serbia
El Partido Radical se unió a un gobierno de coalición dirigido por el Partido Socialista de Serbia el 24 de marzo de 1998, y fue nombrado ministro de medio ambiente en el gobierno del primer ministro serbio Mirko Marjanović.
Durante las primeras etapas del bombardeo de Yugoslavia en 1999 por la Organización del Tratado del Atlántico Norte (OTAN), Blažić argumentó que la coalición dirigida por estadounidenses estaba apuntando a las instalaciones de la industria química "en un intento obvio de causar un desastre ambiental". Luego acusó a la OTAN de usar armas químicas y radiactivas contra Yugoslavia en violación de las convenciones internacionales, y agregó que el "bombardeo de alfombras" de la OTAN a Kosovo y Metohija planteó la cuestión de si la alianza militar realmente quería que los refugiados albaneses regresaran a la zona como afirmaba. En una conferencia de prensa, Blažić acusó a la OTAN de violar las convenciones internacionales relacionadas con la contaminación por petróleo, el envenenamiento por benzol, la prevención del riesgo de cáncer, la contaminación atmosférica transfronteriza, la protección de la capa de ozono, la protección de la flora y la fauna y la protección de los trabajadores contra los riesgos laborales. Tras la conclusión de la campaña de bombardeos, sugirió que el humo y los humos tóxicos causados por las acciones de la OTAN podrían haber contribuido a las fuertes tormentas de lluvia y otros malos climas que afectaron a Serbia en el verano de 1999.
A principios de 2000, una fuga de cianuro originada en Rumania causó daños significativos en los ríos Tisza y Danubio dentro de Serbia. Durante una inspección de las áreas, Blažić comentó: "El Tisza ha sido asesinado. Ni siquiera las bacterias han sobrevivido. Esta es una catástrofe total". También se le citó diciendo: "Si hubiéramos hecho de Yugoslavia algo como esto, probablemente hubiéramos sido bombardeados". Amenazó con emprender acciones legales contra Rumania y dijo que tomaría al menos cinco años para que la vida en el río se recupere.
Su mandato en el gabinete llegó a su fin el 24 de octubre de 2000, con la caída del presidente yugoslavo Slobodan Milošević. Blažić fue derrotado en su intento de reelección en las elecciones parlamentarias yugoslavas de 2000 cuando el Partido Radical no pudo ganar ningún mandato en su división.

### Miembro del partido radical de la Asamblea Nacional
Recibió el vigésimo quinto puesto en la lista electoral del Partido Radical para las elecciones parlamentarias serbias de 2000, en las que todo el país se contaba como un solo distrito electoral. El partido ganó veintitrés escaños, y Blažić fue incluido en su delegación parlamentaria. (De 2000 a 2011, los mandatos parlamentarios serbios se otorgaron a partidos patrocinadores o coaliciones en lugar de a candidatos individuales, y era una práctica común que los mandatos se otorguen por orden numérico.) Recibió el vigésimo noveno puesto en la lista del Partido Radical en las elecciones de 2003 y nuevamente fue incluido en su delegación en el parlamento que siguió. El Partido Radical permaneció en oposición durante todo este período.
Apareció en las listas electorales del Partido Radical para las elecciones de 2007 y 2008, pero no asumió un mandato parlamentario en ninguna de las ocasiones. 

### Políticas provinciales y municipales
Fue elegido para la Asamblea de Vojvodina (División 47) en las elecciones provinciales de 1996 de la provincia. No fue reelegido en 2000, pero fue devuelto al primer escaño electoral de Kikinda en las elecciones de 2004 y cumplió un segundo mandato.
También se desempeñó como alcalde de Kikinda de 2004 a 2008. Durante su mandato, el alcalde de Novi Sad, Maja Gojković, también miembro del Partido Radical en ese momento, lo describió como uno de los políticos más competentes del país a nivel local.
En 2005, dijo que la activista serbia Nataša Kandić sería persona non grata en Kikinda con el argumento de que estaba "fomentando una histeria anti-serbia" al acusar a Tomislav Nikolić de haber sido responsable de crímenes de guerra en Croacia en 1991.

### Miembro del Partido Progresista de la Asamblea Nacional
El Partido Radical se dividió en 2008, y varios miembros prominentes se unieron al Partido Serbio Progresista bajo el liderazgo de Tomislav Nikolić. Blažić se puso del lado de Nikolić y se unió al nuevo partido.
El sistema electoral de Serbia se reformó en 2011, de modo que los mandatos parlamentarios se otorgaron en orden numérico a los candidatos en listas exitosas. Recibió el vigésimo noveno puesto en la lista de coalición Let's Get Serbia Moving del Partido Progresista en las elecciones parlamentarias de 2012 y regresó a la asamblea cuando la lista ganó setenta y tres mandatos. El Partido Progresista se convirtió en la fuerza principal en el gobierno de coalición de Serbia después de las elecciones, y Blažić sirvió como miembro de su mayoría parlamentaria. Fue reelegido en 2014, en el que los progresistas obtuvieron una victoria aplastante, después de recibir el mismo puesto en la lista. 
A finales de 2014, Blažić y su compañero diputado Vladimir Đukanović se embarcaron en una misión no autorizada para actuar como observadores internacionales de las elecciones en la República Popular de Donetsk y Lugansk en Ucrania. Esto causó cierta vergüenza diplomática para el gobierno serbio. Đukanović dijo que él y Blažić fueron a la misión como ciudadanos privados.
Recibió una posición ligeramente inferior en la lista electoral de la coalición del Partido Progresista en las elecciones de 2016, pero aun así regresó sin dificultad cuando la lista obtuvo una segunda victoria mayoritaria consecutiva. Sirvió y presidió el comité parlamentario de protección ambiental y fue miembro del comité de salud y familia; un miembro adjunto del comité de defensa y asuntos internos; y miembro de los grupos parlamentarios de amistad con Austria, Bielorrusia, Alemania, Kazajistán, Rusia, Suiza y los países del África subsahariana.
Fue nombrado miembro adjunto de la delegación de Serbia en la Asamblea Parlamentaria de la OTAN (donde Serbia tiene estatus de asociado) en 2012. Se convirtió en miembro de pleno derecho en 2014 y sirvió hasta 2016. En junio de 2016, indicó que Serbia quería ser una fuerza para la estabilidad en los Balcanes pero permanecería militarmente neutral y no se convertiría en miembro de la OTAN.
Renunció a la asamblea el 10 de octubre de 2017, después de ser nombrado secretario de estado en el ministerio de protección del medio ambiente de Serbia.